# نیکلاس هافلر
نیکلاس هافلر هافبک آلمانی است که هم‌اکنون در باشگاه فوتبال فرایبورگ، از باشگاه‌های حاضر در بوندس‌لیگا، با شماره پیراهن ۲۷ بازی می‌کند.

## دوران حرفه‌ای
هافلر در اوبرلینگن متولد شد و در سال ۲۰۰۵ با رده‌های پایه فرایبورگ قرارداد امضا کرد و سه سال را در تیم جوانان گذراند و بعد در ژوئیه ۲۰۱۱ با قراردادی قرضی به مدت دو سال به تیم ارتسبیرگ آئو، که در بوندس‌لیگا ۲ فعالیت داشت، پیوست. پس از آن به فرایبورگ بازگشت و سه سال را در تیم دوم این باشگاه گذراند و پس از پایان این دوره سه ساله، وارد تیم اول فرایبورگ شد.